# 古模陈公宗祠
古模陈公宗祠，位于中国广东省云浮市罗定市围底上古模村，为罗定市的一个市级文物保护单位，类型为古建筑，公布时间为1994年6月8日。
古模陈公宗祠的历史年代为明、清。